# 生万物
《生萬物》（英語：This Thriving Land）是2025年中國大陸電視劇，根据中国大陆作家趙德發的小说，人民文學獎獲獎作品《缱绻與決絕》改编。該劇由中國中央電視台和愛奇藝出品，中國共產黨山東省委宣傳部等榮譽出品，劉家成執導，王賀擔任編劇，楊冪、歐豪領銜主演，倪大红、秦海璐、邢菲、张天阳、张海宇、迟蓬、孙绍龙主演，林永健、蓝盈莹、赵达特別出演，潘之琳友情出演。 於2025年8月13日在央视八套黃金檔首播，並同步在愛奇藝全網獨播。

## 演员與角色
- 楊冪 飾 寧繡繡
- 歐豪 飾 封大脚
- 倪大红 飾 寧學祥
- 秦海璐 飾 費左氏
- 邢菲 飾 寧蘇蘇
- 张天阳 飾 費文典
- 张海宇 飾 郭貴耀
- 迟蓬 飾 大腳娘
- 林永健 飾 封二
- 蓝盈莹 飾 銀子
- 孫紹龍 飾 铁头
- 赵达（特別出演）
- 潘之琳 飾 露露（友情出演）
- 震 飾 杜大鼻子
- 沈丹萍 飾 可金娘
- 趙達 飾 寧可金
- 宋家騰 飾 封膩味
- 王鑫 飾 杜春林
- 徐筠 飾 蓮葉
- 宋佳倫 飾 封四
- 高玉慶 飾 費大肚子

## 背景與制作

### 開發與拍攝地點
該劇改編自中國大陸日照作家趙德發的原作小說《繾綣與決絕》。原作先後獲得第三屆人民文學獎、第四屆山東省精品工程獎，入圍第五屆茅盾文學獎，並入選國家廣電總局優秀文學作品改編計畫重點項目。 該劇拍攝地點包括山東臨沂沂南、日照東港和日照任家台、肥家庄。

### 設定
該劇描繪了在1926-1986年的魯南大地上，寧繡繡、封大腳和費左氏代表的寧家、封家、費家，這三個家族兩代人的土地和命運變遷與興衰史。天牛廟村民世代耕耘同一片土地，淬煉出跨越歲月的鄰裡深情，更承載著老一輩農人對土地的敬畏與血脈相連的依戀。這段歷史串連起一幅百姓與土地共生的群像畫卷。他們經過戰火與變革的洪流，終迎來了「耕者有其田」的曙光。

### 製作過程
該劇於2024年4月23日发布概念海報并宣布演員陣容，同年8月5日殺青。該劇入選「齊魯文藝高峰計畫」重點項目和2025年中央廣播電視總台「大劇看總台」電視劇片單作品。

## 劇情大綱
天牛廟村首富的女儿寧繡繡在成婚當日遭土匪擄走。其父心疼田產不願變賣贖回女兒，反而安排她的妹妹頂替她，嫁給了她青梅竹馬的戀人費文典。繡繡脫險歸來，得知父親的選擇後憤然與父斷絕往來，並嫁給了將她從匪巢中救出的莊稼漢封大腳，學著幹農活並慢慢明白了土地對農民的意義。此後，受杜春林等人的革命思想的啟發，她積極引導村中女性掙脫封建思想的束縛，並組織鄉親們共同剿匪、抵抗日寇、支援軍隊。歷經種種，繡繡最終與父親和解，也尋找到了自身的生命價值。

## 反響

### 收視率
該劇被認為現象級劇作，創下高收視、高網播量，及挽回長劇收視低迷的趨勢。該劇於2025年8月13日在央视八套首播，cvb單日收視率超過2%，峰值收視率曾達3%以上,並持續佔據同時段收視首位。該劇在串流平台同步上線後，於酷雲、燈塔、貓眼等多家數據平台榜單位列榜首。根據「雲合數據」統計，其收視市占率超過30.1%。在愛奇藝平台該劇的熱度值於2025年8月16日破萬，並於8月18日達到10572，進入該平台劇集榜單歷史前三名。

### 評價
原作作家趙德發評價楊冪演出了他心中的寧繡繡「她把繡繡演活了。繡繡落難後的震驚與孤獨，對她爹的不解與痛恨，與費文典的感情余緒，對大腳的漸漸接納與產生感情，對莊戶生活的學習和融入，都刻畫得細致入微」。